# Sydney University HC
Sydney University HC – męski klub piłki ręcznej z Australii  .Występuje w lidze australijskiej, należy do najbardziej utytułowanej drużyny w Oceanii. Występuje w IHF Super Globe. W 2015 roku zdobył swoje największe osiągnięcie zajmując 4. miejsce w IHF Super Globe. Siedziba klub znajduje się w Sydney w Australii.